# Trò chơi trực tuyến nhiều người chơi

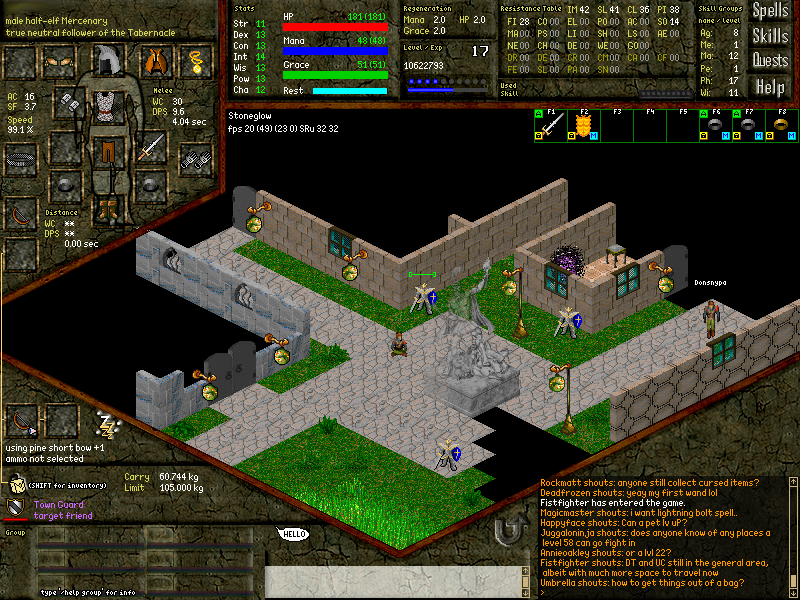
Nhiều người trò chuyện và chơi trực tuyến trong trò chơi MMORPG Daimonin.

Trò chơi trực tuyến nhiều người chơi (MMOG, hoặc MMO) là một trò chơi trực tuyến với số lượng người chơi lớn, thường từ hàng trăm đến hàng nghìn người, trên cùng một máy chủ. MMO thường có một thế giới mở rộng lớn liên tục, mặc dù một số trò chơi cũng có các khác biệt so với nhau. Các trò chơi này có mặt trên hầu hết các nền tảng có khả năng nối mạng, bao gồm cả máy tính cá nhân, video game console, điện thoại thông minh và các thiết bị di động.
MMO có thể cho phép người hợp tác và cạnh tranh với nhau trên một quy mô lớn và đôi khi để có ý nghĩa tương tác với những người xung quanh thế giới. Chúng bao gồm một loạt các loại trò chơi đại diện cho nhiều thể loại trò chơi điện tử.